# Путин — хуйло!
«Пу́тин — хуйло́!» (укр. Путін — хуйло, эвфемизованные версии — Ху́тин пуйло́ и ПТН ХЛО) — песня-слоган на украинском и русском языках, высмеивающая президента России Владимира Путина. Речовка родилась в среде молодых русскоговорящих украинских патриотов с востока Украины во время конфликта с пророссийскими силами в марте — апреле 2014 года. Была впервые исполнена 30 марта 2014 года болельщиками украинских футбольных клубов «Металлист» и «Шахтёр» на фоне российской аннексии Крыма.

## Контекст
Динамика общественно-политических событий на Украине в связи с началом протестных движений и последовавшей за ней войны на востоке страны перешла и в плоскость информационных войн («war of narratives» с англ. — «войны слов»), производя новые «смысловые определения-концепты» — зачастую разделявшие участников на «своих» и «чужих». В частности, это нашло своё отражение в использовании уничижительных (бранных) слов, в навешивании ярлыков и использовании прозвищ.

## История
В январе 2014 года украинские ультрас — организованные группы болельщиков футбольных команд — заявили о поддержке Евромайдана, а в феврале ранее конфликтующие болельщики различных команд объявили перемирие ради совместной борьбы «против беззакония, лжи и пропаганды». Весной того же года ультрас стали активными участниками борьбы против концепции федерализации Украины, которая, по их мнению, вела к распаду страны. После Крымского кризиса ультрас организовали серию маршей «За единую Украину!», а многие из них вступили в добровольческие формирования, созданные для участия в вооружённом конфликте в Донбассе на стороне ВСУ.
30 марта, также в связи с российской аннексией Крыма и конфликтом в Донбассе, ультрас харьковского футбольного клуба «Металлист» и донецкого «Шахтёра» впервые исполнили песню-кричалку «Путин — хуйло!».
При этом история кричалки восходит ещё к 2010 году, когда болельщики «Металлиста» использовали её в адрес экс-президента киевского клуба «Динамо» Григория Суркиса («Суркис — хуйло!»), возглавлявшего в те годы Федерацию футбола Украины.
Группа исследователей, проанализировавшая динамику настроений пользователей социальной сети «ВКонтакте», уточняла, что в связи с исключительной значимостью российского президента в конфликте, в глазах сторонников Евромайдана Путин стал олицетворением конфликта (и «зла» или «врага» как такового): в результате к сентябрю 2014 года он чаще упоминается ими в оскорбительном контексте с такими словами, как «хуйло». При этом многочисленные исполнения (кавер-версии) песни, размещавшиеся на YouTube, зачастую сопровождались описанием «украинская народная песня».

### Инцидент с Андреем Дещицей
Широкую известность в СМИ композиция, ставшая к тому моменту интернет-мемом, приобрела после выступления министра иностранных дел Андрея Дещицы 14 июня 2014 года на митинге перед посольством России в Киеве, а оскорбительное прозвище Владимира Путина стало известно по всей Украине.
Тогда под российским посольством в Киеве собралась толпа агрессивно настроенных протестующих, которые выкрикивали нецензурные выражения в адрес Путина, сорвали российский флаг и забрасывали посольство камнями и яйцами с зелёнкой. Протестующие были возмущены проникновением российских танков на Донбасс, но по их собственным словам «последней каплей» стало сбитие пророссийскими сепаратистами Ил-76 в Луганске, которое случилось 14 июня 2014 года и повлекло гибель 49 украинских военных. Один из инициаторов акции заявил, что этот самолёт был сбит одной из последних модификаций российского ПЗРК «Игла».
Дещица вышел к протестующим и, пытаясь их успокоить, заявил: «Я не против того, чтобы вы протестовали! Россия — отстаньте от Украины. Путин — х[у]йло! Да!».
Вскоре после этого президент Украины Пётр Порошенко назначил другого дипломата на пост главы министерства иностранных дел. По данным украинских СМИ, план президента по замене министра был известен ещё до инцидента и был предложен в рамках более крупных перестановок в украинском правительстве. При рассмотрении вопроса об отставке Дещицы многие депутаты парламента аплодировали уходившему министру стоя.
Использование Дещицей этой формулировки вызвало широкое недовольство среди российского руководства. Однако посол США на Украине Джеффри Пайетт написал в Твиттере, что министр Дещица использовал кричалку для «попытки разрядить опасную ситуацию», назвав Дещицу «опытным дипломатом и честью Украины».

## Анализ
Композиция начинается барабанной дробью и включает в себя, помимо скандирования «Путин (или Суркис) — хуйло», трёхзвенную нисходящую секвенцию со слогами «Ла-ла-ла-ла-ла-ла-ла-ла-а-а». Музыкальная часть песни имеет некоторое сходство с композицией «Speedy Gonzales», созданной Дэвидом Хессом в 1961 году.

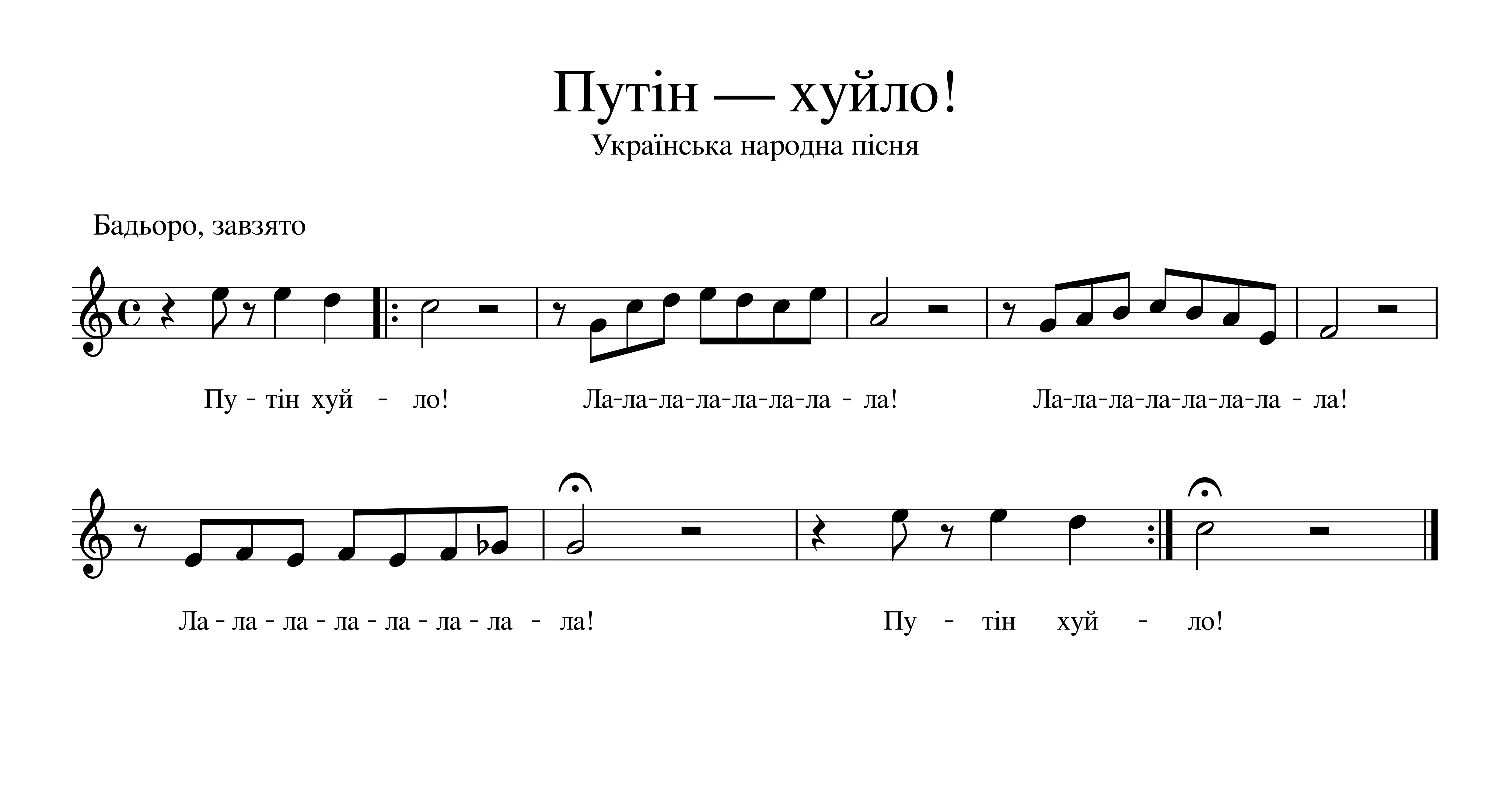
Мелодия с текстом на украинском языке

Переводчица и филолог Татьяна Бонч-Осмоловская охарактеризовала композицию как «народную вербальную агрессию, перенаправленную в ответ на государственную агрессию России». Хоровое распевание одной и той же матерной фразы, положенной на незатейливый мотив, она рассматривала как некую форму карнавализации. По мнению Бонч-Осмоловской, «по своей простоте, краткости и повторяемости использование этого послания может быть сопоставимо с методами, применяемыми пророссийскими СМИ, день за днём повторяющими одни и те же эмоционально окрашенные термины: „фашисты“, „хунта“, „бандеровцы“. В данном случае, однако, эффект эмоционально усиливается использованием обсценной лексики, что актуализует послание и трансформирует его в „смеховую культуру“, описанную Бахтиным» — иначе говоря, через высмеивание российский президент превращался из чего-то угрожающего и ненавистного в нечто комическое.
Соглашаясь с важностью функции карнавализации, Оксана Гаврилова уточняла, что слоган «Путин — хуйло!» выполнял также функции «протеста, преодоления страха и обесценивания реальности»: по её мнению, через месяц после событий в Крыму негативные эмоции граждан Украины достигли такого уровня, что только «катартичной» функции брани было уже недостаточно. Ссылаясь на Анри Бергсона, рассматривавшего смех как «анестезию сердца», Гаврилова писала, что вербальная агрессия в данном случае дополнилась механизмом освобождения через высмеивание, позволяющим кратковременно освободиться от боли, страдания, страха и печали.

## Влияние
Прозвище широко распространено на Украине. В период избирательной кампании 2014 года Радикальная партия Олега Ляшко использовала слоган: «Путін — хуйло! Переможе добро!» (с укр. — «Путин — хуйло! Победит добро!») на своих билбордах, а сам президент России преподносился как враг Украины. В мае 2014 года новостной сайт «Новый регион» был взломан и по его основному адресу транслировались надпись «ПТН ХЛО». В апреле 2016 года активисты движения «Весна», организовавшие в Санкт-Петербурге «сход» за отставку Владимира Путина, использовали слоган «Путин хелло».

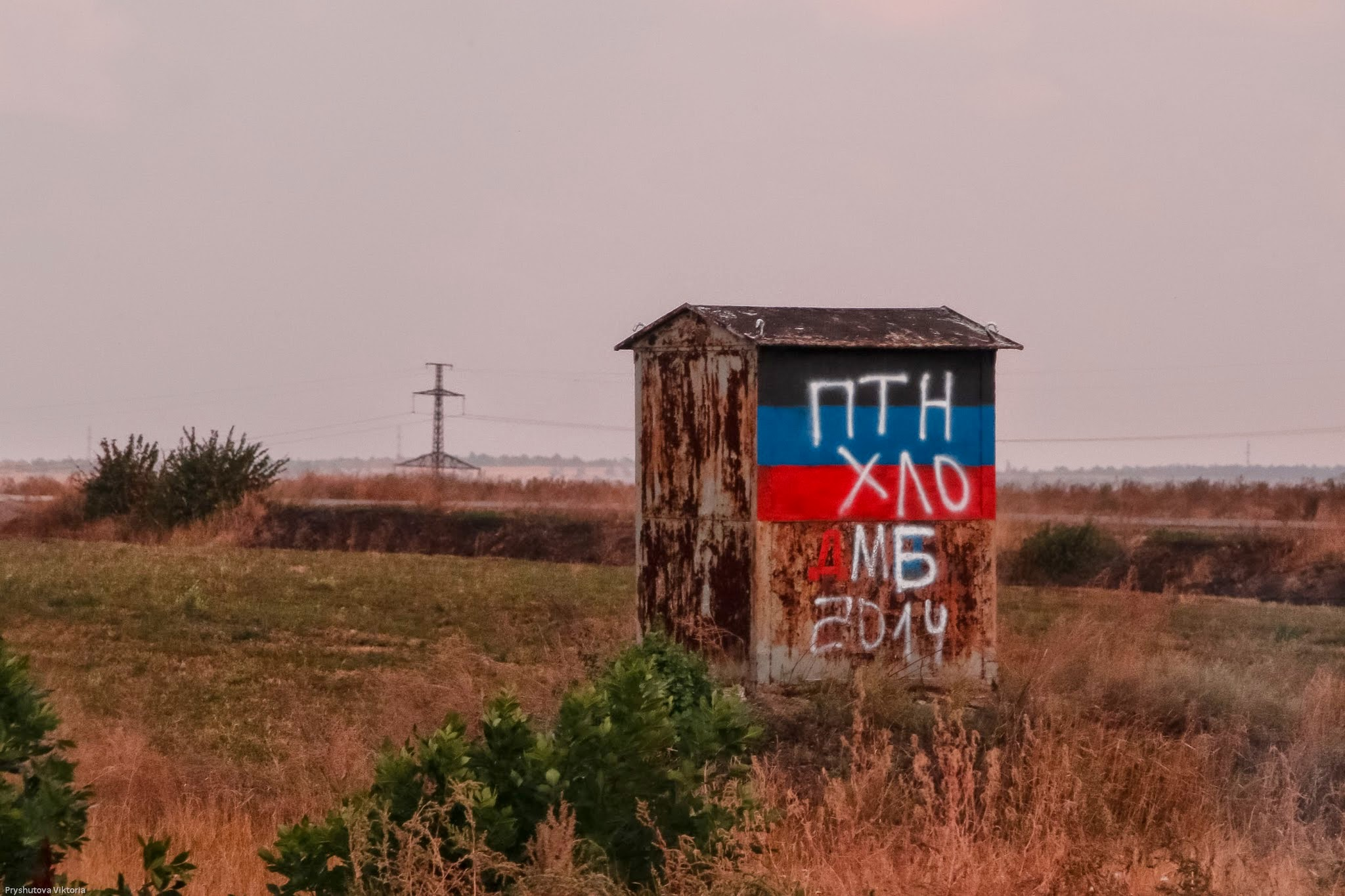
Граффити с сокращённой версией слогана в Дебальцеве, сентябрь 2014

В мае-июне 2014 года депутат Верховной рады Украины Виталий Чепинога опубликовал на своей странице в Facebook стихотворение «на мотив» песни-слогана: «укр. …Щоб здавалось, що це все наснилось, // Що ніколи й не було Хуйла…». В мае 2014 года слово «khuilo» было добавлено в Urban Dictionary как синоним Владимира Путина. В январе 2015 года украинский депутат Олег Барна, выступая в Раде, в конце своей речи заявил, что «Путин — хуйло», и призывал всех присутствующих повторять это суждение вслед за ним.
После появления песни-слогана и в связи с последующим широким распространением самого нецензурного (и труднопереводимого) термина «хуйло» в иностранной прессе Гаврилова совместно с Зоряной Тимняк предложила уточненный немецкий перевод термина: по их мнению, дословный перевод нем. Pimmel, употребляемый в коммуникации с детьми и близкий к укр. пісюн, следует заменить на более «интенсивный» нем. Arschloch.
Исследователи из Оксфорда Джон Розенберг и Мария Терентьева, проанализировавшие активность редакторов русской, украинской и английской Википедий в рамках теории «управления вниманием» (англ. attention management), обнаружили, что с июня по август 2014 года статья «Путін — хуйло!» входила в десятку наиболее активно редактируемых в украинском разделе. Розенберг и Терентьева также полагали, что использование подобного заголовка нарушало принцип нейтральности Википедии.
В декабре 2019 года российский телеканал ТНТ вырезал из украинского сериала «Слуга народа» эпизод, в котором главный герой, сыгранный Владимиром Зеленским, задаёт вопрос «Путин [носит часы марки] хубло?» — полная версия, из-за разницы во времени, была показана только на Дальнем Востоке РФ. Через несколько дней российская газета «Ведомости» вышла со статьёй о Зеленском и рекламой часов Hublot на первой полосе.
Речовка вдохновила автора под псевдонимом Bacillus Bulgaricus написать сатирический рассказ «Путин Хуйло и Золотая Рыбка», который высмеивает агрессивные действия России в отношении соседней страны.

## Преследование за использование
В июне 2015 года в отношении активистки Дарьи Полюдовой было возбуждено уголовное дело по статье 319 УК РФ «Оскорбление представителя власти» за то, что она разместила на своей странице ВКонтакте песню «Путин — хуйло!». Это уголовное дело было прекращено на следующий месяц после ходатайства адвоката Дарьи о проведении очной ставки с потерпевшим — Владимиром Путиным.
В начале марта 2022 года Центральный районный суд Читы оштрафовал правозащитницу Марину Савватееву после того, как та написала в Телеграм-чате общественного движения «Гражданская солидарность» сообщение: «Путин — хуйло. Он бомбит мирные города и села. Он позорит Россию и нас. Мы за мир, слава Украине. Жыве Беларусь. Свободу политзаключенным!!!».

## Комментарии
1. ↑  Кандидат филологических наук, доцент кафедры иностранных языков Львовского университета Оксана Евгеньевна Гаврилова является автором книги Verbale Aggression: Formen und Funktionen am Beispiel des Wienerischen (Peter Lang, 2009) и возглавляет проект FWF[англ.] «Вербальная агрессия»[43] (нем. Verbale Aggression im Handlungsfeld Schule: Ursachen, Formen, Gewaltprävention).
2. ↑  Преподаватель кафедры иностранных языков Национального университета «Львовская политехника».

### Основная
- Bonch-Osmolovskaya T. Combating the Russian State Propaganda Machine: Strategies of Information Resistance :  [англ.] / gen. ed. Julie Fedor // Journal of Soviet and Post-Soviet Politics and Society. — 2015. — Vol. 1, № 1. — P. 175—218. — ISSN 2364-5334.
  - Силич Т. А. Язык как инструмент формирования мировоззрения: размышления над работами лингвиста С. А. Жаботинской и филолога Т. Б. Бонч-Осмоловской // Образование. Наука. Научные кадры. — 2017. — № 4. — С. 222—225. — ISSN 2073-3305.
  - Gaufman E. Security Threats and Public Perception: Digital Russia and the Ukraine Crisis. — Cham: Springer, 2016. — 230 p. — (New Security Challenges). — ISBN 9783319432014. — ISBN 331943201X.
- Diemer C. Mutterlandpop. Lokale Markierung und Entgrenzung musikalischer. Darbietungen auf ukrainischen Feiertagen // Speaking in Tongues: Pop lokal global / hrsg. Dietrich Helms, Thomas Phleps. — Bielefeld: Transcript Verlag, 2015. — 219 S. — (Beiträge zur Popularmusikforschung, Vol. 42). — ISBN 9783839432242. — ISBN 3839432243.
- Havryliv O. Verbale Aggression: das Spektrum der Funktionen (нем.) // Linguistik Online  / hrsg. Aneta Stojić. — 2017. — 25 April (Bd. 82, H. 3). — S. 27—47. — ISSN 1615-3014. — doi:10.13092/lo.82.3713.

### Дополнительная
Книги
- Basenko I. The WWI Propaganda Clichés Applied to the Modern Russo-Ukrainian Conflict over the Donbas and Crimea Regions // Multicultural Societies and their Threats / eds. Nazarii Gutsul, Kristina Khrul. — Münich • Münster: LIT Verlag Münster, 2017. — 211 p. — (Osteuropa — Münster in Westfalen, Germany; Bd. 10). — ISBN 9783643908254. — ISBN 3643908253.
- Klymenko L. The language of party programmes and billboards: The example of the 2014 parliamentary election campaign in Ukraine // The Routledge Handbook of Language and Politics / eds. Ruth Wodak, Bernhard Forchtner. — London; New York: Routledge, 2017. — 716 p. — (Routledge Handbooks in Linguistics). — ISBN 9781138779167. — ISBN 9781315183718.
- Knoblock N. Sarcasm and Irony as a Political Weapon // Political Discourse in Emergent, Fragile, and Failed Democracies / eds. Daniel Ochieng Orwenjo, Omondi Oketch, Asiru Hameed Tunde. — New York: IGI Global, 2016. — 412 p. — (Advances in Electronic Government, Digital Divide, and Regional Development). — ISBN 9781522500827.
- Krugliak M., Krugliak O. The Unlikely Alliance of Ukrainian Football Ultras. Ukrainian ultras during the Revolution of Dignity // Football Fans, Rivalry and Cooperation / eds. Christian Brandt, Fabian Hertel, Sean Huddleston. — New York: Routledge, Taylor & Francis Group, 2017. — 209 p. — (Routledge Research in Sport, Culture and Society). — ISBN 9781315455204. — ISBN 9781315455211.
- Kuzio T. Ukraine: Democratization, Corruption, and the New Russian Imperialism: Democratization, Corruption, and the New Russian Imperialism. — Santa Barbara: Praeger Publishers. An imprint of ABC-CLIO, 2015. — 641 p. — (Praeger Security International). — ISBN 9781440835032. — ISBN 1440835039.
- Molchanov M. Media Uses in Ukraine’s War with Itself // Media in Process: Transformation and Democratic Transition / ed. Sai Felicia Krishna-Hensel. — New York: Taylor & Francis, 2016. — 184 p. — (Global Interdisciplinary Studies Series). — ISBN 9781317098867. — ISBN 1317098862.
- Roozenbeek J., Terentieva M. Attention Please! Exploring Attention Management on Wikipedia in the Context of the Ukrainian Crisis // Social Informatics. SocInfo 2017 (англ.) / eds. Giovanni Luca Ciampaglia, Afra Mashhadi, Taha Yasseri. — Cham: Springer International Publishing, 2017. — P. 169—191. — xxiv, 561 p. — (9th International Conference, SocInfo 2017, Oxford, UK, September 13—15, 2017, Proceedings, Part II; Lecture Notes in Computer Science, vol. 10540). — ISBN 9783319672557. — doi:10.1007/978-3-319-67256-4_15.
- Sakwa R. Frontline Ukraine: Crisis in the Borderlands (англ.). — London; New York: I.B. Tauris, 2014. — 220 p. — ISBN 9781784530648.
- Torbakov I. Ukraine and Russia: entangled histories, contested identities, and a war of narratives // Revolution and War in Contemporary Ukraine: The Challenge of Change / ed. Olga Bertelsen. — New York: Columbia University Press, 2017. — 390 p. — (Soviet and Post-Soviet Politics and Societies, Vol. 161). — ISBN 9783838270166. — ISBN 3838270169.
- Wilson A. The «Maidan» after the Maidan // Ukraine Crisis: What It Means for the West. — New Haven: Yale University Press, 2014. — 260 p. — ISBN 9780300212921. — ISBN 0300212925.

Статьи
- Виноградов М. Шершавым языком: Для чего политики ругаются матом // Совершенно секретно : газета. — 2014. — 24 июня (№ 8/303).
- Гаврилів O., Тимняк З. Peculiarities of translation of personal pejoratives (on the example of German and Ukrainian) (укр.) = Особливості перекладу особових пейоративів (на прикладі німецької та української мов) // Іноземна філологія. Український науковий збірник. — 2017. — Вип. 130. — С. 98—108. — ISSN 2078-2373.
- Громов А. На Большой Морской проходит сумбурный сход против Путина // Невские новости. — 2016. — 7 апреля.
- Денисюк Ж. З. Репрезетація етнокультурних цінностей у текстах постфольклору (укр.) // Вісник Національної академії керівних кадрів культури і мистецтв : наук. журнал. — Киев: Міленіум, 2018. — № 1. — С. 62—66.
- Из-за претензий Роскомнадзора «Новому региону» снова пришлось поменять адрес в Интернете // Областная газета  / ред. Д. П. Полянин. — Екатеринбург, 2014. — 4 августа.
- Ковтонюк Н. П. Смисловий концепт карнавалу як код прочитання дискурсу майдану (укр.) // Мовні і концептуальні картини світу  / Київський нац. ун-т ім. Т. Шевченка. — 2015. — Вип. 1 (52). — С. 347—358. — ISSN 2520-6397.
- «Путин — х*йло»: Глава украинской дипломатии выступил на митинге // НьюсБалт (NewsBalt) : информационно-аналитический портал. — 2014. — 15 июня.
- Радченко Д., Архипова А. Укроп и ватник: «язык вражды» российско-украинского конфликта как нападение и защита // Ab Imperio. — 2018. — 26 мая (вып. 1). — С. 191—220. — ISSN 2164-9731. — doi:10.1353/imp.2018.0007.
- Чернюк С. Л. Соціально-політична та літературна комунікації в епіцентрі: поезія Євромайдану (Майдану) :  [укр.] // Intermarum: історія, політика, культура. — 2014. — № 1. — С. 61—77. — ISSN 2518-7708.
- Dyner A. M. Same Old Song and Dance? (англ.) // New Eastern Europe. — 2015. — Vol. XVIII, iss. 5. — P. 112—118. — ISSN 2083-7372.
- Fialkova L., Yelenevskaia M. The Crisis in Ukraine and the Split of Identity in the Russian-speaking World (англ.) // Folklorica. — 2016. — 14 April (vol. 19). — P. 107, 109. — ISSN 1920-0242.
- Goncharova O., Melkozerova V. War For Minds (англ.) // Kyiv Post. — 2017. — 18 August.
- Luhn A. Donetsk becomes a ghost town as fearful residents flee conflict (англ.) // The Guardian. — 2014. — 6 July.
- Rumshisky A., Gronas M., Potash P., Dubov M., Romanov A. Combining Network and Language Indicators for Tracking Conflict Intensity (англ.) // Lecture Notes in Computer Science. — Cham: Springer International Publishing, 2017. — P. 391—404. — ISBN 9783319672564. — doi:10.1007/978-3-319-67256-4_31.
- Zherebkina I. A. The Split of the Nation (англ.) // Russian Studies in Philosophy. — 2016. — No. 54. — P. 185—201. — ISSN 1558-0431. — doi:10.1080/10611967.2016.1251237.